# Brasseurs RJ
Vous pouvez aider à l'améliorer ou bien discuter des problèmes sur sa page de discussion.
- Il ne cite pas suffisamment ses sources. Vous pouvez indiquer les passages à sourcer avec {{référence nécessaire}} ou {{Référence souhaitée}}, et inclure les références utiles en les liant aux notes de bas de page. (Marqué depuis avril 2016)
- Il contient une ou plusieurs listes. Le texte gagnerait à être rédigé sous la forme d’un ou plusieurs paragraphes synthétiques, afin d’être plus agréable à lire. (Marqué depuis avril 2021)

- Archive Wikiwix
- Bing
- Cairn
- DuckDuckGo
- E. Universalis
- Gallica
- Google
- G. Books
- G. News
- G. Scholar
- Persée
- Qwant
- (zh) Baidu
- (ru) Yandex
- (wd) trouver des œuvres sur Wikidata

Les Brasseurs RJ ou BRJ est une brasserie québécoise issue de la fusion, en 1998 de trois microbrasseries : Les Brasseurs GMT (Montréal), La Brasserie du Cheval Blanc et les Brasseurs de l'Anse. Elle est la brasserie régionale la plus importante au Québec et elle y occupe le quatrième rang en termes de vente, après Molson-Coors, InBev (Labatt) et Sleeman (Sapporo Breweries). Elle compte deux unités de production, soit une brasserie sur le Plateau Mont-Royal, en plein cœur de Montréal, et une au Saguenay-Lac-Saint-Jean, à l'Anse-Saint-Jean.
La société Les Brasseurs RJ Inc., qui détenait depuis juin 2008 45 % des actions de la Brasserie McAuslan de Montréal s'est portée acquéreur en avril 2013 du restant des actions de cette dernière, en faisant l'unique actionnaire.

## Production

### Brasseurs RJ

#### Classique
- La Belle-Gueule
- La Tremblay
- La Tremblay X-Treme
- La Cheval Blanc
- La Coup de Grisou

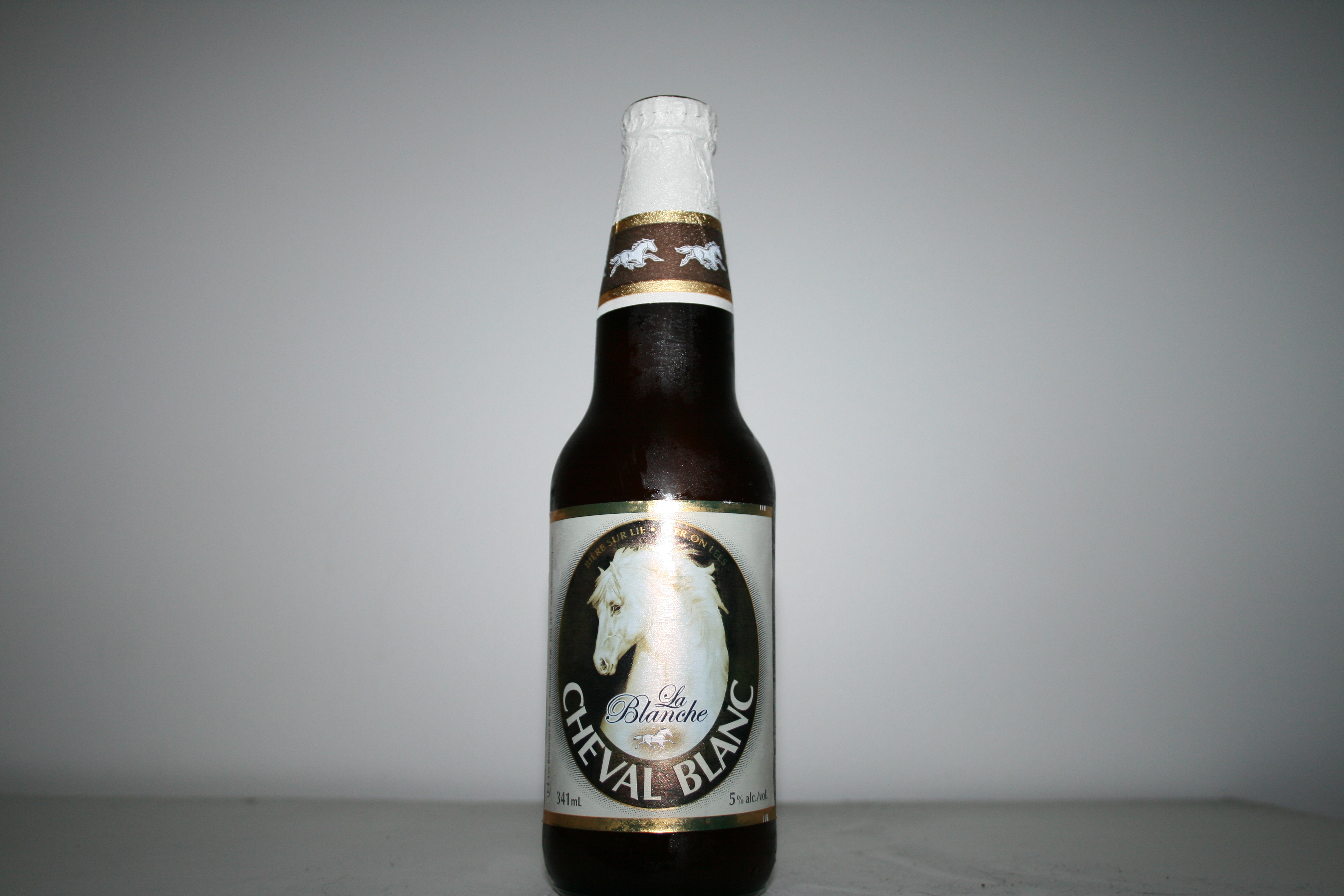
La bière Cheval Blanc.

- La Brune et la Blonde d'Achouffe (= "La Chouffe" et "McChouffe" brassées sous licence)
- La Death Valley
- La Titanic
- La Double Cheval Blanc
- La Barbãr (brassée sous licence)
- La Robe Noire

#### Saisonnière
- La Tord-vis
- La Sainte-Paix
- La Snoreau
- La Folie Douce
- La Loch Ness
- La Canon
- La Blanche de l'Ile
- La No.926
- L'Apocalypse

### Brasserie McAuslan

#### St-Ambroise

##### classiques
- Blonde
- Pâle Ale
- IPA
- Double IPA
- Rousse
- Noire à l'avoine

### série influence
- À l'abricot de blé
- Cream Ale
- Pamplemousse IPA
- Irish Stout
- NEIPA

#### Saisonnière
- À la citrouille
- À la framboise
- À l'érable
- Millésimée
- Scotch Ale
- Porter Baltic
- Milk Stout
- Coffe Stout
- Oak Aged
- Session NEIPA
- Double NEIPA
- West Coast IPA
- Brut IPA
- Stout impériale russe

#### Griffon
- Blonde
- Rousse

#### Moosehead
- Lager
- Light

## Distribution
- Bitburger

- König Pilsner
- Peroni
- Asahi
- Grolsh
- Prestige,Lagunitas,Red Stripe,Tecate(Heineken)
- Moosehead
- Sober Carpenter (bières sans alcool)
- Le Castor

## Sources
- Brasseurs RJ.com
- Les Affaires.com
- REQ